# Lingadevarakoppa, Hirekerur
Lingadevarakoppa là một làng thuộc tehsil Hirekerur, huyện Haveri, bang Karnataka, Ấn Độ.